# Улица Бетлеми
Улица Бетлеми (груз. ბეთლემის ქუჩა, Вифлеемская) — улица в Тбилиси, в историческом районе Старый город, от Иерусалимской улицы до улицы Саади.

## История
Первоначальное название, по названию района расположения — Петхаинская. Название района, в свою очередь, дано по находившимся здесь Верхней и Нижней Вифлеемским церквям (в армянском произношении — Петхаинским, в грузинском — Бетлемским).
Улица — с давних времен район компактного проживания грузинских евреев.
В советское время, с 1923 года, — Азизбекова.
Современное название с 1990 года. Реконструирована в 2012—2013 годах.

## Достопримечательности

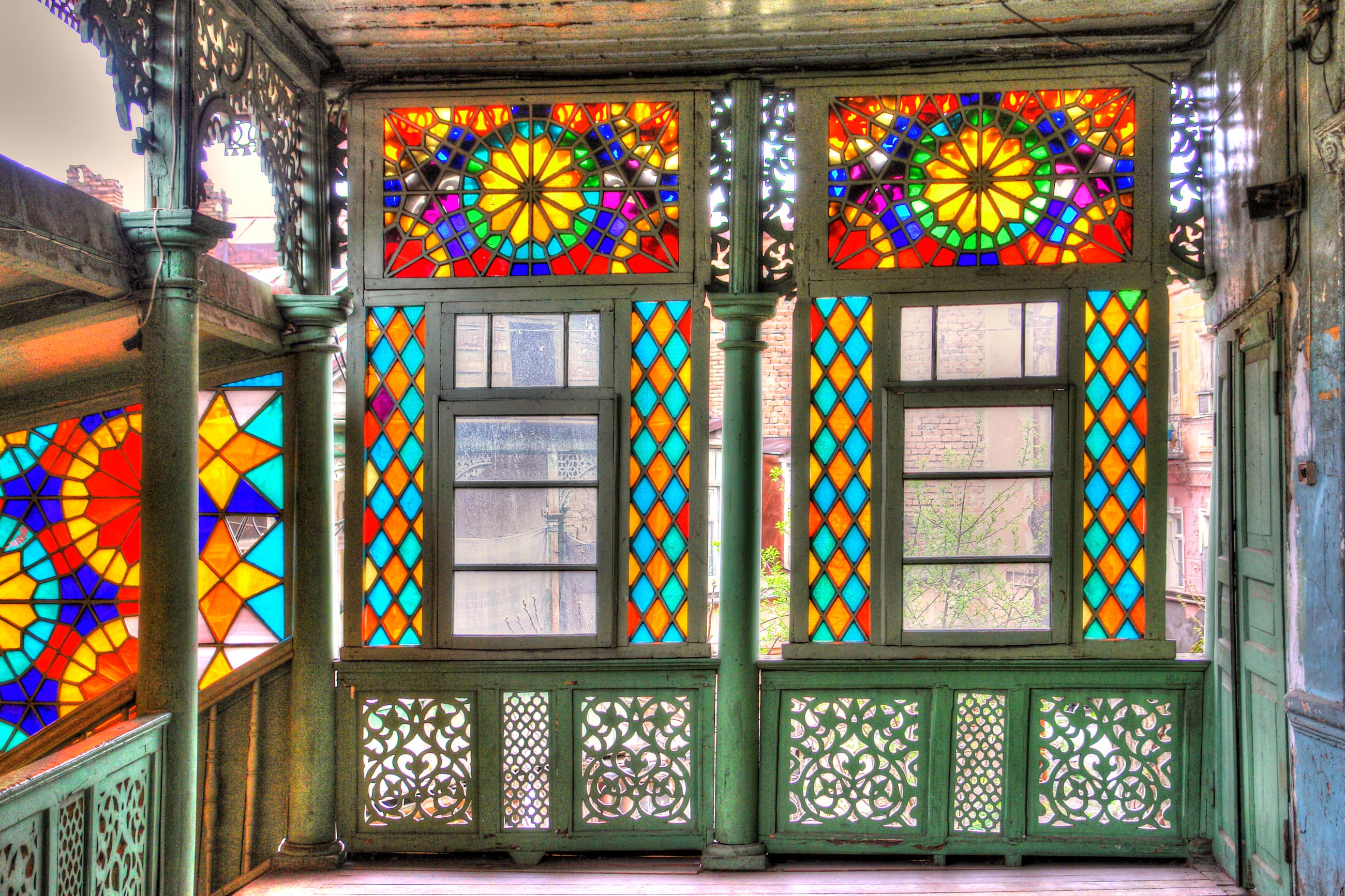
Витражный балкон

д. 3 — дом-калейдоскоп с красивыми витражами
д. 13 — арт-кафе Home

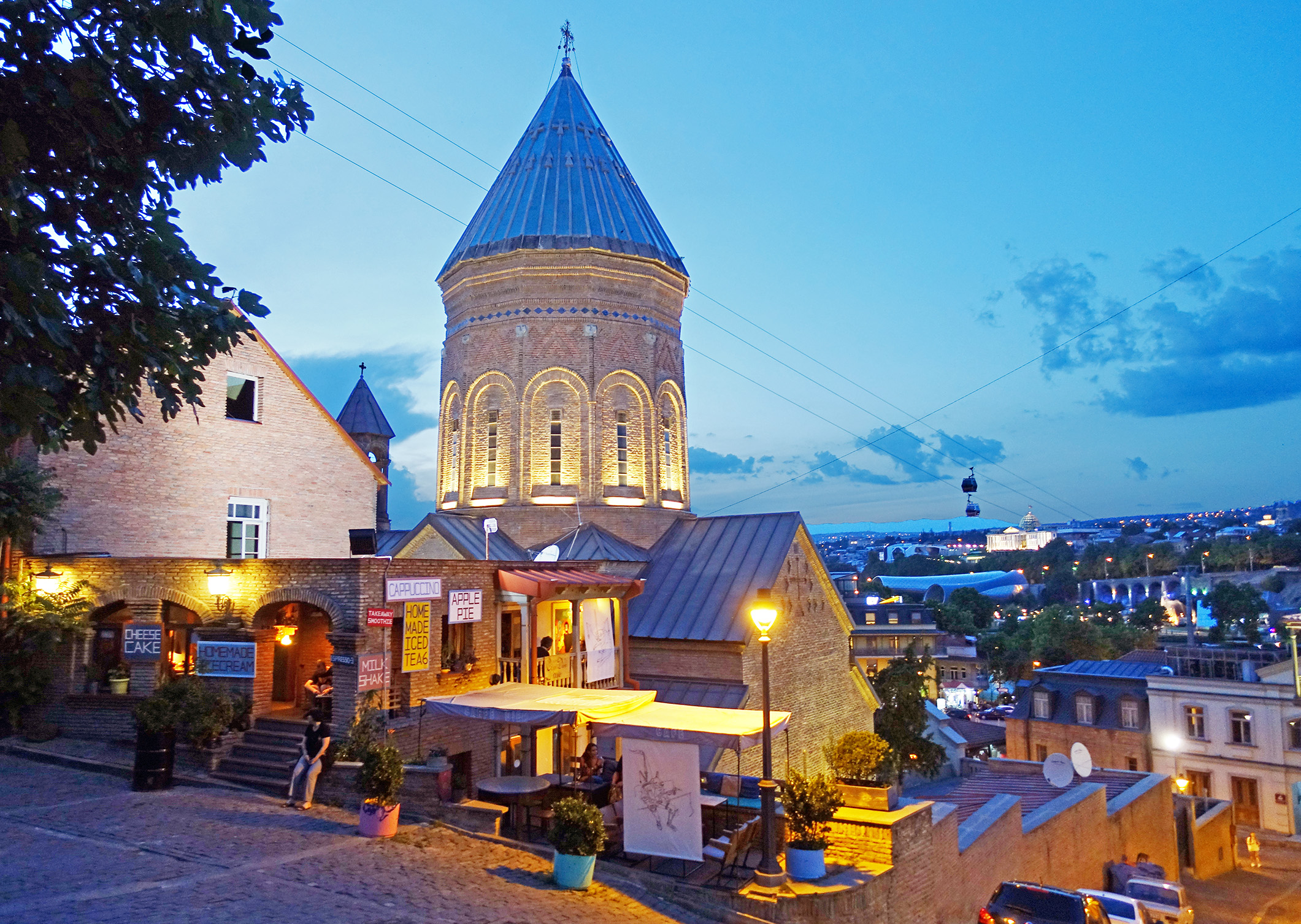
Церковь Сурб Геворг